# 대한해동검도협회
대한해동검도협회(大韓海東劒道協會)는 1983년 해동검도협회라는 명칭으로 출발한 대한민국의 해동검도 단체이다. 최근 실전격검규칙을 도입하여 취약했던 실전성문제를 보완하고있다.

## 연혁
- 1982년 최초의 해동검도 도장 개관
- 1983년 해동검도협회 창립